# Escalera (Guadalajara)
Escalera es una localidad española del municipio de Valhermoso, perteneciente a la provincia de Guadalajara, en la comunidad autónoma de Castilla-La Mancha. En 2017 contaba con 11 habitantes.

## Geografía
En el siglo XIX se mencionaban cómo el término comprendía «varios trozos de monte poblados de encinas, pinos, sabinas y enebros».

## Historia
A mediados del siglo XIX el lugar, ya por entonces perteneciente a Valhermoso, tenía contabilizada una población de 51 habitantes. Aparece descrito en el séptimo volumen del Diccionario geográfico-estadístico-histórico de España y sus posesiones de Ultramar de Pascual Madoz de la siguiente manera:

ESCALERA: l. del distrito municipal de Valhermoso en la prov. de Guadalajara (20 leg.), part. jud. de Molina (3), aud. terr. de Madrid (30), c. g. de Castilla la Nueva, dióc. de Sigüenza (12): sit. al pie de un cerro y combatido de los vientos N. y O., su clima es frio, y las enfermedades mas comunes, fiebres intermitentes y catarrales: tiene 27 casas; la que fué consistorial con habitacion para cárcel; escuela de instruccion primaria concurrida por 7 alumnos, á cargo de un maestro sin mas sueldo que las retribuciones de los discipulos; una igl. parr. (San Juan Bautista) aneja de la de Fuembellida: fuera de la pobl. y como á 600 pasos de la misma, hay una fuente de buenas aguas, que provee á las necesidades del vecindario: confina el térm. N. Cuevas minadas; E. Valhermoso; S. Fuembellida, y O. Lebrancón: el terreno es lastroso y de mala calidad, le baña en parte el arroyo Bullones y comprende varios trozos de monte poblados de encinas, pinos, sabinas y enebros. caminos: los que dirigen á los pueblos limítrofes, todos de herradura, en regular estado; correo se recibe y despacha los sábados, en la adm. de Molina, por un cartero: prod.: trigo, comun, centeno, avena, cebada, yeros, patatas y cáñamo, leñas de combustible y yerbas de pasto, con las que se mantiene ganado lanar, cabrio y vacuno; hay caza de perdices, conejos y liebres, y en el arroyo se pescan algunos barbos. ind.: la agricola. comercio: esportacion de frutos sobrantes é importacion de los arts. de consumo que faltan, de los cuales se surte el vecindario en los mercados de Molina. pobl.: 11 vec., 51 alm. cap. prod.: 156,670 rs. imp.: 14,100. contr.: 505 rs. 21 mrs. presupuesto municipal 700 rs. se cubren por reparto entre los vecinos.
(Madoz, 1847, p. 510)

En 2017 contaba con 11 habitantes.